# Takashi Nagai
Takashi Nagai (永井 隆, Nagai Takashi, 3 de fevereiro de 1908 – 1 de maio de 1951), foi um médico católico japonês especialista em radiologia e autor, que sobreviveu a bomba atômica de Nagasaki.

## Primeiros anos
Takashi (que significa "nobreza") Nagai nasceu de um parto difícil que colocou em risco a vida dele e de sua mãe. Sua família era altamente educada. Seu pai, Noboru Nagai, formou-se em medicina ocidental; seu avô paterno, Fumitaka Nagai, era praticante de fitoterapia tradicional; e sua mãe, Tsune, era descendente de uma antiga família de samurais.
Takashi nasceu em Matsue e cresceu na zona rural de Mitoya, criado de acordo com os ensinamentos de Confúcio e da religião xintoísta . Em 1920, ele iniciou seus estudos secundários na Matsue High School, internado na casa de seus primos nas proximidades. Ele ficou cada vez mais interessado no ateísmo circundante, mas estava curioso sobre o cristianismo.

## A vida em Nagasaki
Em abril de 1928, ingressou no Nagasaki Medical College onde se juntou ao Araragi, um grupo de poesia fundado por Mokichi Saito e ao time de basquete da universidade (ele media 1,71 m e pesava 70 kg).
Em 1930 sua mãe morreu de hemorragia cerebral, o que o levou a refletir sobre as obras do filósofo e cientista Blaise Pascal. Ele começou a ler os Pensamentos que influenciaram sua posterior conversão ao Cristianismo e morou com a família Moriyama, que por sete gerações foram os líderes hereditários de um grupo de Kakure Kirishitans em Urakami . Takashi soube que a construção da catedral próxima foi financiada por agricultores e pescadores cristãos pobres.
Ele se formou em 1932 e deveria fazer um discurso na cerimônia. No entanto, cinco dias antes ele se embriagou em uma festa de despedida e voltou para casa completamente encharcado de água da chuva. Ele dormiu sem se enxugar e descobriu na manhã seguinte que havia contraído uma doença no ouvido direito (sinais de meningite), que o deixou deprimido e parcialmente surdo. Ele não podia exercer a medicina e concordou em se dedicar à pesquisa em radiologia.
Em 24 de dezembro, Sadakichi Moriyama convidou Takashi para participar de uma missa à meia-noite. Na catedral, Takashi ficou impressionado com as pessoas em oração, seu canto, sua fé e o sermão. Ele diria mais tarde: "Senti alguém perto de mim que ainda não conhecia." Na noite seguinte, a filha de Sadakichi, Midori, foi acometida de apendicite aguda. Takashi fez um diagnóstico rápido, telefonou para o cirurgião do hospital e carregou Midori nas costas pela neve. A operação foi bem-sucedida; Midori sobreviveu.
Ao retornar da Manchúria, ele continuou sua leitura do catecismo católico, da Bíblia e dos Pensamentos de Blaise Pascal . Ele se encontrou com um padre, padre Matsusaburo Moriyama, cujo pai havia sido deportado para Tsuwano (província de Shimane) por causa de sua fé, junto com muitos outros aldeões cristãos em Urakami pelo governo Meiji de 1860 a 1870 (Urakami Yoban Kuzure). Eventualmente, o progresso espiritual de Takashi deu uma guinada decisiva quando ele pensou nas palavras de Pascal: "Há luz suficiente para aqueles que apenas desejam ver e obscuridade suficiente para aqueles que têm uma disposição contrária."

## Conversão ao catolicismo
Em 9 de junho de 1934, Takashi recebeu o batismo na fé católica. Ele escolheu Paul como primeiro nome cristão e propôs casamento a Midori. Eles se casaram em agosto e tiveram quatro filhos: um menino, Makoto (誠; nascido em 3 de abril de 1935 – 4 de abril de 2001), e três filhas, Ikuko (郁子, nascida em 7 de julho de 1937 – 1939), Sasano, que morreu logo após seu nascimento, e Kayano (佳也乃; nascido em 18 de agosto de 1941 - 2 de fevereiro de 2008).  
Takashi recebeu o sacramento da confirmação em dezembro de 1934. Midori era presidente da associação das mulheres do distrito de Urakami. Takashi tornou-se membro da Sociedade de São Vicente de Paulo (SSVDP), descobriu seu fundador, Frédéric Ozanam, e seus escritos, e visitou seus pacientes e pobres, a quem levou assistência, conforto e comida. De 1931 a 1936, o padre Maximilian Kolbe viveu em um subúrbio de Nagasaki, onde fundou um mosteiro. Takashi conheceu Kolbe através do envolvimento com sua paróquia St. Vincent de Paul Society em Nagasaki.

## Trabalhos
Takashi deixou para trás uma volumosa produção de ensaios, memórias, desenhos e caligrafia sobre temas como Deus, guerra, morte, medicina e orfandade. Estes desfrutaram de um grande número de leitores durante a ocupação americana do Japão (1945-1952) como crônicas espirituais da experiência da bomba atômica. Seus livros foram traduzidos para vários idiomas, incluindo chinês, coreano, francês e alemão. Quatro de suas obras literárias estão atualmente disponíveis em inglês: We of Nagasaki, uma compilação de testemunhos de vítimas da bomba atômica editada por Takashi; Os Sinos de Nagasaki (trad. Willian Johnston); Deixando meus amados filhos para trás (trad. Maurice M. Tatsuoka e Tsuneyoshi Takai); e Pensamentos de Nykodo (trad. Gabriele di Comité). Suas obras foram recentemente republicado em novas edições em japonês pela Paulist Press.   
Grande parte da escrita de Takashi é espiritual, consistindo em reflexões cristãs sobre a experiência (ou, com a mesma frequência, experiência futura imaginada) de si mesmo e das pessoas ao seu redor, especialmente seus filhos, após a guerra. Suas meditações intensamente pessoais são frequentemente dirigidas a seus filhos ou a Deus, e ele trabalha suas próprias questões espirituais na página enquanto escreve em uma prosa visceral e sem censura. Os escritos mais técnicos de Takashi, no Relatório de Resgate e Alívio da Bomba Atômica (Nagasaki Idai Genshi Bakudan Kyuugo Houkoku), foram descobertos em 1970.

### Escrita
- Os Sinos de Nagasaki (長崎の鐘 Nagasaki no Kane), agosto de 1946.
- Registros do Deserto Atômico (原子野録音 Genshiya Rokuon), uma série no jornal japonês "The Knights of the Immaculata" (聖母の騎士 Seibo no Kishi), 1947–1951.
- Para aquilo que não passa (亡びぬものを Horobinu Mono O), 1948.
- A Corrente do Rosário (ロザリオの鎖 Rozario no Kazari), 1948.
- Deixando essas crianças para trás (この子を残して Kono Ko o Nokoshite), 1948.
- O Rio da Vida - As Histórias da Doença da Radiação (生命の河-原子病の話 Seimei no Kawa- Genshibyō no Hanashi), 1948.
- A Colina Florescente (花咲く丘 Hana Saku Oka), 1949.
- Meu filho precioso (いとし子よ Itoshi Ko Yo), 1949.
- A garota que cruzou a montanha (乙女峠, Otometōge), 1951.
- Ensaios Nyokodō (如己堂随筆 Nyokodō Zuihitsu), 1957.
- Médico da Vila (村医 Son-i), 1978.
- Torre da Paz (平和塔 Heiwa no Tō), 1979.
- Flores de Nagasaki (長崎の花 Nagasaki no Hana), série Daily Tokyo Times, 1950.

Nota: As datas de publicação não refletem a ordem em que as obras foram escritas; alguns foram publicados postumamente e todos foram posteriormente recompilados para as edições paulistas.
- The New Morning (新しき朝 Atarashiki Asa), 1999.
- Relatório de resgate e alívio da bomba atômica (長崎医大原子爆弾救護報告Nagasaki Idai Genshi Bakudan Kyuugo Houkoku) Associação de Nagasaki para cuidados médicos de Hibakusha (NASHIM)

### Tradução
- (世界と肉体とスミス神父 Sekai to Nikutai to Sumisu Shinpu) Título Original: The World, the Flesh, and Father Smith de Bruce Marshall
- (野鼠―フアンタジイ Nonezumi - Fantaji)

### Edição e redação
- Vivendo Sob a Nuvem Atômica: O Testemunho dos Filhos de Nagasaki. (原子雲の下に生きて Genshigumo no Shita ni Ikite)
- Nós de Nagasaki; A história de sobreviventes em um deserto atômico (私達は長崎にいた: 原爆生存者の叫び Watashitachi wa Nagasaki ni Ita: Genbaku Seizonsha no Sakebi)

### Redação não publicada
Um Porto Brilhante (輝やく港 Kagayaku Minato)
- Uma introdução de Kagayaku Minato (A Bright Port) de Takashi Nagai do Manuscrito Original (Parte 1)
- Uma introdução do Kagayaku Minato de Takashi Nagai （A Bright Port） do Manuscrito Original (Parte 2)

## Meios de comunicação
Em julho de 1949, uma canção intitulada "Nagasaki no Kane" ("Os sinos de Nagasaki") foi lançada pela Columbia Records . Foi cantada por Ichiro Fujiyama com letra de Hachiro Sato. Yuji Koseki foi o compositor da música.
"Os sinos de Nagasaki" de Nagai foi usado como base para um filme de mesmo nome produzido pelos estúdios de cinema Shochiku e dirigido por Hideo Ōba. Foi lançado em 23 de setembro de 1950. Deixando essas crianças para trás foi filmado por Keisuke Kinoshita em 1983.
A produtora cinematográfica britânica Pixel Revolution Films lançou o filme All That Remains baseado na vida de Nagai em 2016. O filme é dirigido por Ian e Dominic Higgins e estrelado por Leo Ashizawa como Dr. Nagai e Yuna Shin como sua esposa, Midori.